# 8663 Davidjohnston
8663 Davidjohnston este un asteroid din centura principală de asteroizi.

## Descriere
8663 Davidjohnston este un asteroid din centura principală de asteroizi. A fost descoperit pe 18 februarie 1991 la Observatorul Palomar de Eleanor Francis Helin. Asteroidul prezintă o orbită caracterizată de o semiaxă mare de 2,25 ua, o excentricitate de 0,11 și o înclinație de 5,8° în raport cu ecliptica.